# Sant Cebrià de Tiana
Sant Cebrià de Tiana és l'església parroquial de Tiana (Maresme) protegida com a bé cultural d'interès local.

## Descripció
És un edifici religiós format per una sola nau acabada en un absis semicircular amb capelles laterals que es comuniquen per un passadís i cobert per una volta escarsera suportada per arcs diafragmàtics. Exteriorment reflecteix fidelment l'estructura interior. Destaca la composició de la façana, de tipus historicista, amb elements neogòtics com els pinacles, els arcs ogivals de les obertures, la traceria, etc., i amb elements romànics com les arquivoltes de mig punt de la portada principal i els arquets cecs que envolten tot l'edifici. És també important remarcar l'ús de la pedra i el maó vist en tota la construcció-
L'alçada exterior e l'edifici és gairebé desproporcionada i aquesta impressió s'accentua degut al seu gran campanar de base octogonal.
A la capella lateral hi ha un retaule de Nostre Senyora del Roser del segle xvii de Josep Tramullas.

## Història

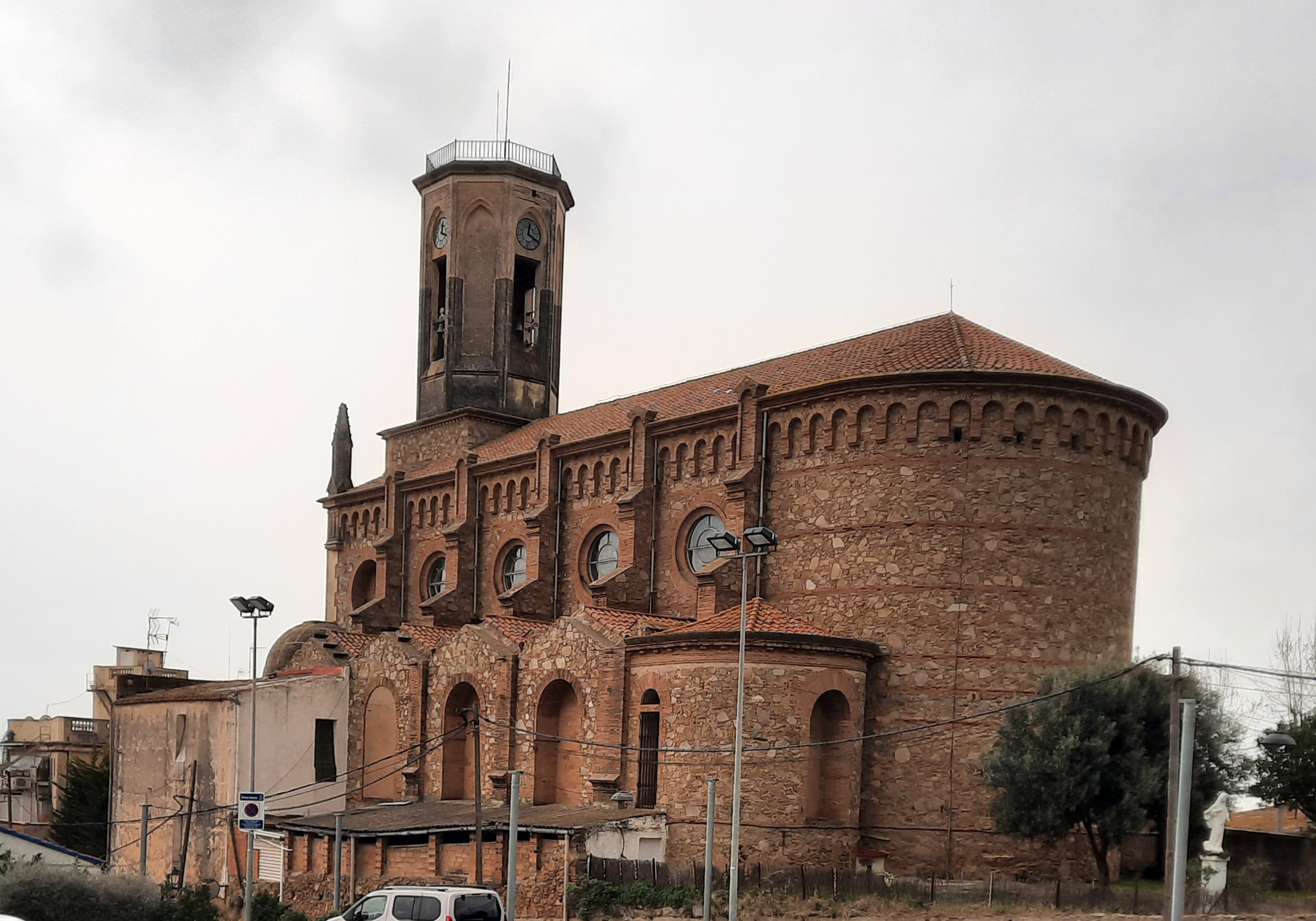
Església parroquial de Sant Cebrià de Tiana, vista general

Pel que fa a la data de construcció de l'edifici, n'existeixen dues de diferents: una proporcionada per J. Bassegoda Nonell a l'"Enciclopèdia Catalana", que proposa l'any 1886 i l'altra que apareix en un recull de notícies del poble que es conserva a l'Ajuntament i que proposa l'any 1896 (més possible, ja que és l'any en què es llicencià l'arquitecte) El campanar és de l'any 1960, realitzat per M. Dargallo.